# Эллипс Мандара

Эллипс Мандара (красный) вписан в треугольник (чёрный) в точках касания сторон с вневписанными окружностями (серые). Линии, проходящие через точку Нагеля — зелёные; линии, проходящие через центр эллипса — голубые

Эллипс Манда́ра — вписанный в заданный треугольник эллипс, касающийся его сторон в точках касания их с вневписанными окружностями.
Назван по имени французского математика Мандара (H. Mandart), опубликовавшего исследования этого объекта в 1893—1894 годах.
Центр эллипса Мандара — одна из замечательных точек треугольника (нем. mittenpunkt), найдена Нагелем в 1836 году как точка пересечения симедиан треугольника, образованного центрами его вневписанных окружностей. В Энциклопедии центров треугольника точке присвоен идентификатор {\displaystyle X(9)}.
Для вписанных коник вписанный эллипс Мандара описывается параметрами:
{\displaystyle x:y:z={\frac {a}{b+c-a}}:{\frac {b}{a+c-b}}:{\frac {c}{a+b-c}}},
где {\displaystyle a}, {\displaystyle b} и {\displaystyle c} — стороны данного треугольника.